# 五津街道
五津街道，是中华人民共和国四川省成都市新津区下辖的一个乡镇级行政单位。

## 行政区划
五津街道下辖以下地区：
畴江社区、复兴社区、南江社区、城北社区、城西社区、抚江社区、红石社区、桥津社区、吴店社区、古家社区、平岗社区、临江村和文武村。